# Lulù Marinelli
Eloisa Marinelli (Belluno, 1914 – Warrington, 1995) è stata un'attrice italiana.

## Biografia
In gioventù aveva interpretato ruoli brillanti accanto a personaggi come Angelo Musco, Macario, Enrico Viarisio e Nicola Maldacea in film come L'eredità dello zio buonanima e Le amazzoni bianche. 

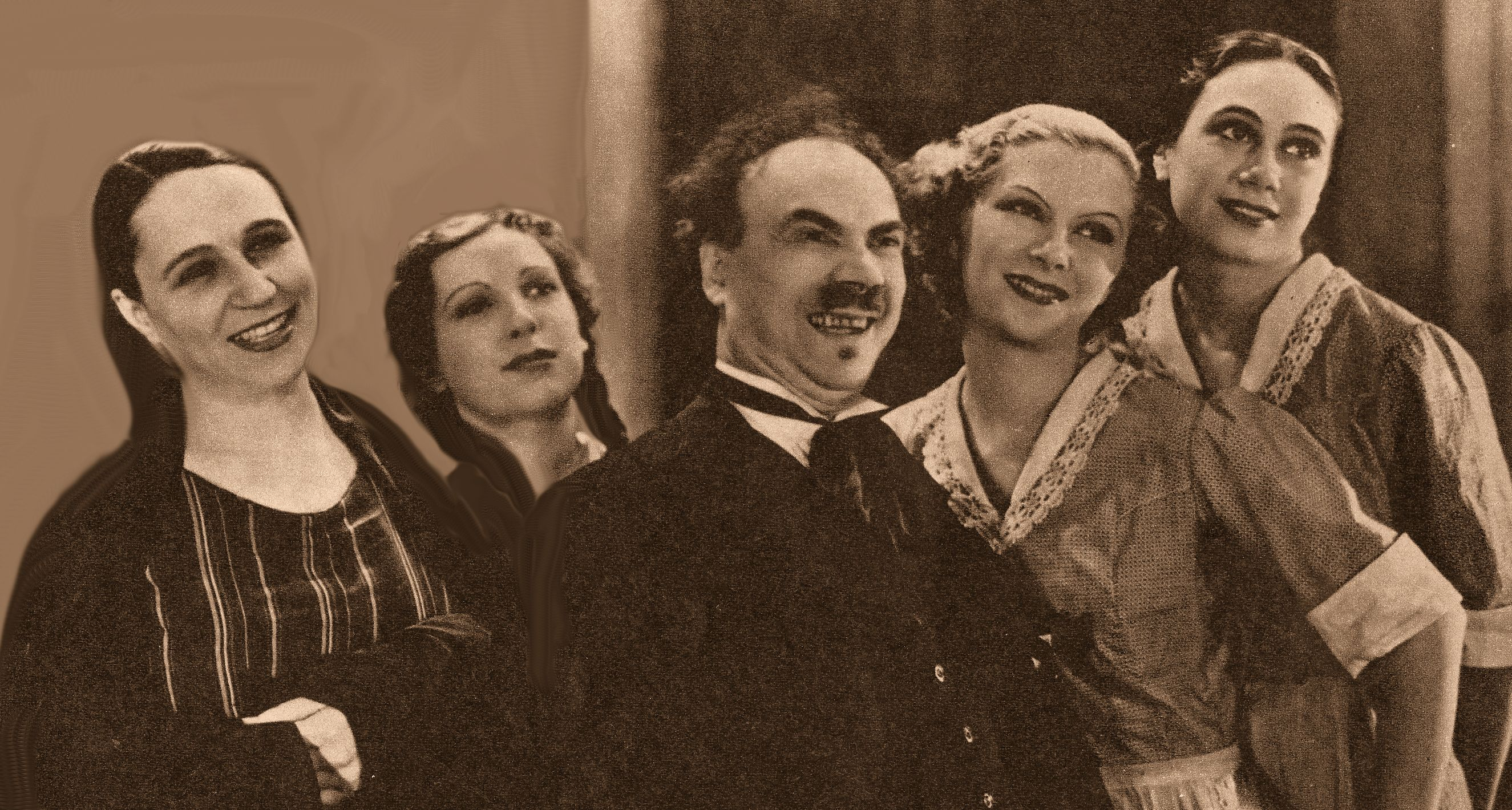
Angelo Musco, in “L’eredità dello zio Buonanima”, da sinistra Zoe Incrocci, Lulù Marinelli, Elda De Giorgi e Annina Bragaglia

Era particolarmente apprezzata per la sua recitazione briosa, resa sicura da un'impegnata frequentazione dell'Accademia di arte drammatica.